# 출자인수권
출자인수권이란 유한회사에서 자본이 증가하는 경우에 우선적으로 출자를 인수하는 권리를 말한다. 주식회사에서는 이를 신주인수권이라고 한다.

## 같이 보기
- 회사